# Yatude Zawa
Yatude Zawa (Transkription von japanisch やつで沢 ‚Zimmeraraliental‘) ist ein schmales und gerades Tal mit südost-nordwestlicher Ausrichtung an der Prinz-Harald-Küste des ostantarktischen Königin-Maud-Lands. Es liegt im südlichen Teil der Langhovde.
Japanische Wissenschaftler kartierten es anhand von Vermessungen und Luftaufnahmen aus den Jahren von 1957 bis 1962. Sie benannten es 1972 nach der japanischen Bezeichnung für die Zimmeraralie (Fatsia japonica), da Firnreste im Tal sie an die Blütenstände dieser Pflanze erinnerten.